# Carl August Pettersson
Carl August Berndt Oscar Pettersson, född 13 december 1819 i Kärrstorps församling, Malmöhus län, död 8 juni 1899 i Maria Magdalena församling, Stockholms stad, var en svensk kakelugnsfabrikör och politiker. Han var riksdagsman för borgarståndet i Stockholm vid ståndsriksdagen 1865–1866.